# ATP Cologne 1
L'ATP Cologne 1, noto come Bett1HULKS Indoors per ragioni di sponsorizzazione, è stato un torneo di tennis maschile facente parte della categoria ATP Tour 250. Si è giocato a Colonia, in Germania, sui campi in cemento della Lanxess Arena. Si è svolta la sola edizione del 2020 con la licenza per un solo anno concessa dall'ATP a seguito delle tante cancellazioni dovute alla pandemia di COVID-19. La stessa licenza per un solo anno è stata concessa all'ATP Cologne 2, che si è tenuto sempre a Colonia la settimana successiva.

## Albo d'oro

### Singolare
| Anno | Campione         | Finalista             | Punteggio |
| ---- | ---------------- | --------------------- | --------- |
| 2020 | Alexander Zverev | Félix Auger-Aliassime | 6–3, 6–3  |

### Doppio
| Anno | Campioni                            | Finalisti                 | Punteggio |
| ---- | ----------------------------------- | ------------------------- | --------- |
| 2020 | Pierre-Hugues Herbert Nicolas Mahut | Łukasz Kubot Marcelo Melo | 6–4, 6–4  |